# Nieplitz
Die Nieplitz ist ein linker Nebenfluss der Nuthe in Brandenburg. 

## Name
Der Fluss wurde im 13. Jahrhundert als Niplitz erstmals schriftlich erwähnt. Der Name könnte von den slawischen Siedlern als germanischer Flussname (ahd. *Nebul- „Nebel, Dunkelheit“) mit slawischen Suffix -ica übernommen worden sein. Alternative Etymologien leiten den Namen gänzlich aus dem Slawischen und deuten ihn in etwa als „Die Nichtschiffbare“ – im Gegensatz zur Nuthe, die noch um 1880 bis zu 40 m breit und vor ihren verschiedenen Regulierungen in Teilen schiffbar war.

## Verlauf
Der Fluss entspringt im Fläming bei Frohnsdorf, nimmt den Weg durch Treuenbrietzen dann zwischen den Dörfern Niebel und Niebelhorst, sowie Buchholz und Lühsdorf, unterquert die Bundesstraße 2 bei der Buchholzer Mühle und fließt dann nahe Salzbrunn und Reesdorf Richtung Beelitz. In einem nach Osten auslaufenden Bogen durchfließt die Nieplitz das Gelände der Landesgartenschau Beelitz 2022, das auf beiden Seiten der Nieplitz südlich der Altstadt von Beelitz liegt.
Hinter dem Gartenschaugelände kreuzt der Fluss erneut die Bundesstraße 2, fließt dann parallel der Bundesstraße 246 vorbei an Schönefeld, Zauchwitz und Körzin bis nach Stangenhagen. Kurz vor dem Blankensee nimmt die Nieplitz das Pfefferfließ auf, das die Wasser aus den Überschwemmungsgebieten und den Grabensystemen bei Stangenhagen und Körzin heranführt. Die Mündung des Fließes liegt genau gegenüber der Stelle, an der der verhältnismäßig breite Königsgraben in die Nieplitz mündet. Namensgeber für den Graben war Friedrich der Große, der ihn in den Jahren 1772 bis 1782 anlegen ließ, damit das seinerzeit beträchtliche Wasseraufkommen des Pfefferfließes und der Sumpfgebiete schneller an der folgenden Nieplitz-Seenkette vorbei direkt in die Nuthe abgeleitet und das Land in den von Friedrich verlangten nutzbaren Stand versetzt werden konnte.
Die Nieplitz verbindet im weiteren Verlauf den Blankensee mit dem Grössinsee und dem kleinen schlauchartigen Schiaßer See und mündet nach ca. 50 Kilometer Fließstrecke zwischen dem Gröbener Kietz und Jütchendorf in die Nuthe. Um beide Flüsse wurde der Naturpark Nuthe-Nieplitz eingerichtet,  mit feuchten, grünen Wiesen, ehemaligen Überschwemmungsgebieten und kleineren Elsbruchen.
Am Schloss Blankensee verzweigt sich die Nieplitz in mehrere kleine Seitenarme, die den sehenswerten Sudermann-Park mit seiner eigentümlichen italienisch-märkischen Note durchfließen und von mehreren geschwungenen Brücken überspannt werden.

## Wasserbauliche Veränderungen
Dem „Pflege- und Entwicklungsplan Naturpark Nuthe-Nieplitz“ zufolge sind die mittleren Abschnitte der Nieplitz „den Kanälen ähnlich“. Zwischen dem Schiasser See und der Mündung in die Nuthe jedoch habe die Nieplitz weitgehend den ursprünglichen Verlauf behalten.

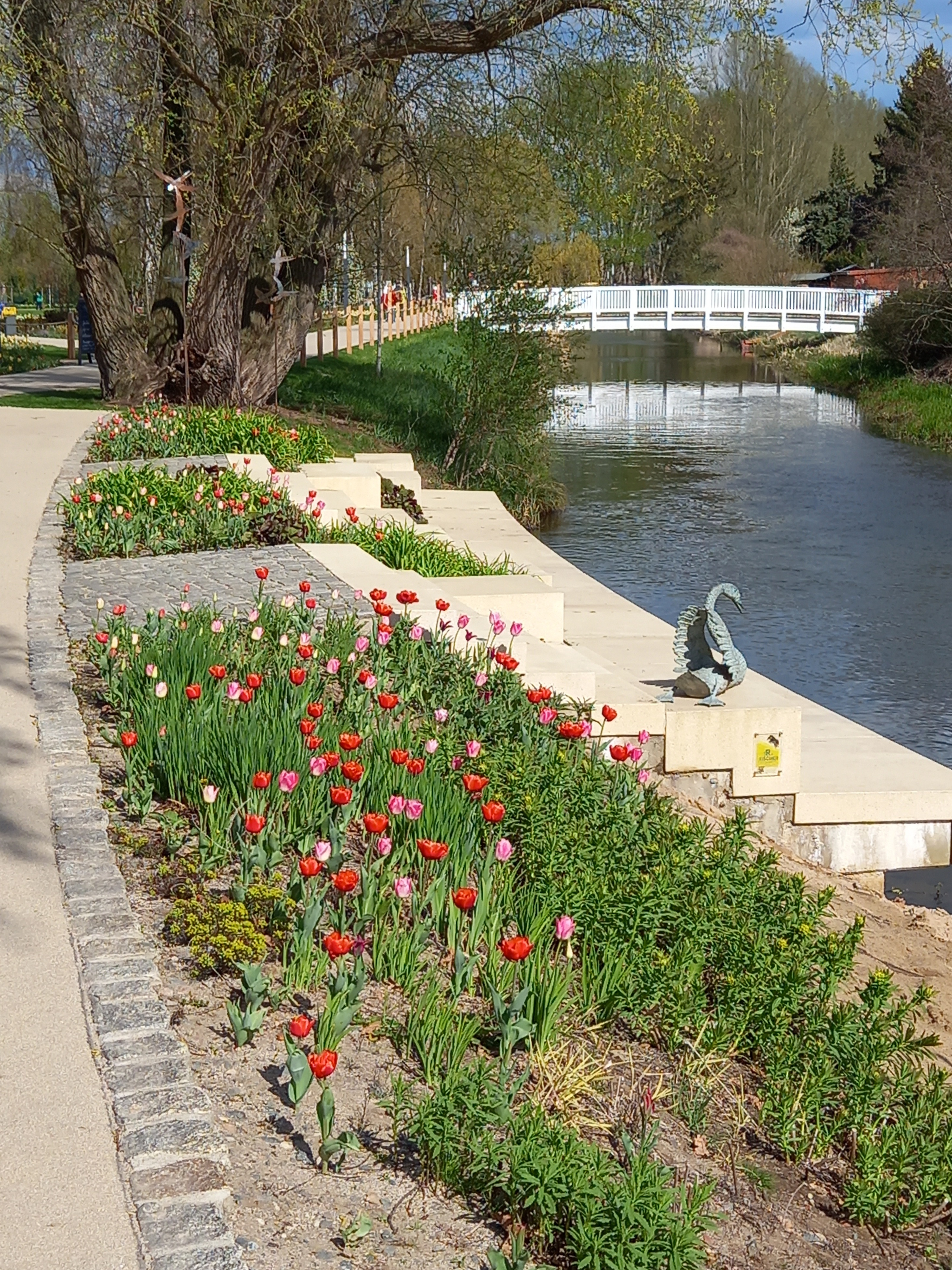
Abschnitt auf dem Gelände der Landesgartenschau Beelitz 2022

Vor der Eröffnung der Landesgartenschau Beelitz im April 2022 wurde die Uferböschung im Bereich der Gartenschau sowohl über als auch unterhalb der Wasseroberfläche zurückgeschnitten, Müll und Unrat der ehemaligen Industriebrache wurden entfernt und neue Bodenschichten eingebracht. Außerdem wurden Kiesbänke angelegt sowie Stauden und Bäume gepflanzt und verankert, aber auch Buhnen gestellt. Die Stadt Beelitz als Bauherr und die Planer des Projekts orientierten sich an den Zielen der „Managementplanung Natura 2000“ für das Flora-Fauna-Habitat Obere Nieplitz. Diese sehen unter anderem eine Verbesserung der Gewässerstruktur, die Bepflanzung mit ortstypischen Gehölzen und eine Verbesserung der Durchgängigkeit des Flüsschens unter anderem für Fische und Amphibien vor. Auch die Unterhaltung des Gewässers durch den Wasser- und Bodenverband soll dadurch in Zukunft vereinfacht werden. Außerhalb des Gartenschau-Geländes wird das Projekt durch die Obere Wasserbehörde fortgeführt. Die Gesamtmaßnahme wurde 2022 fertiggestellt.

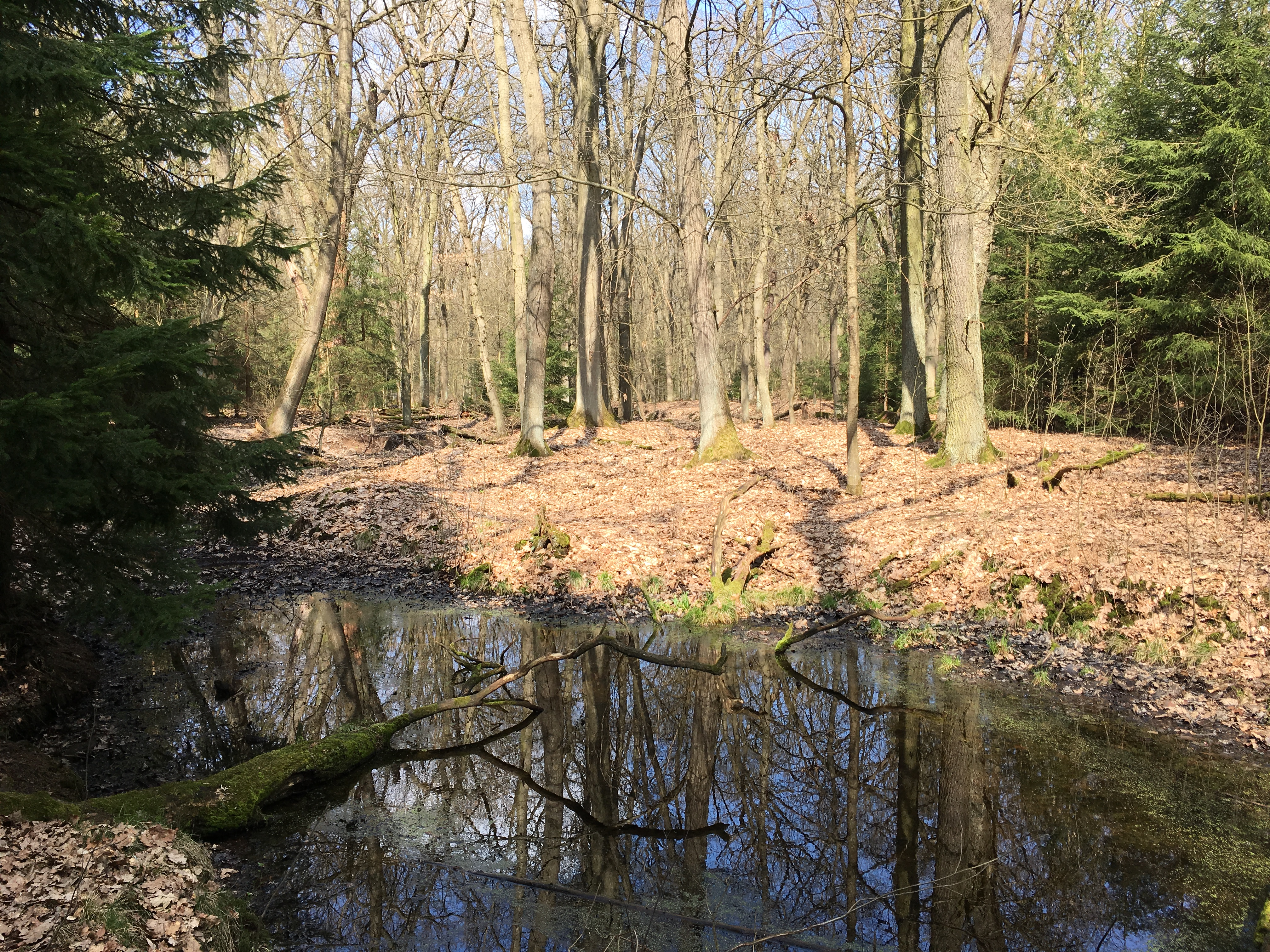
Quelle bei Frohnsdorf
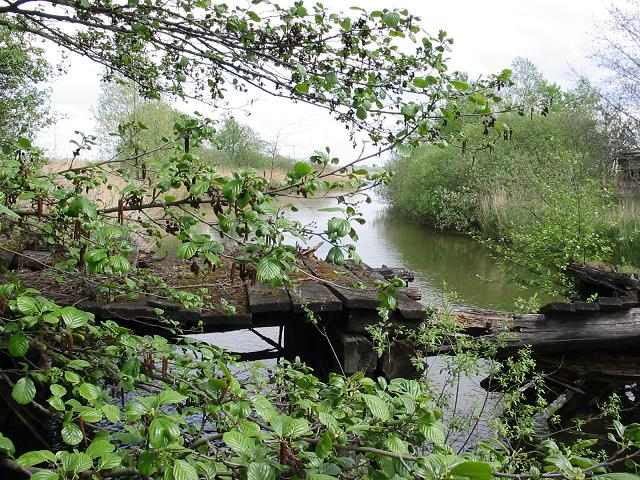
Verbindung Grössinsee – Schiaßer See
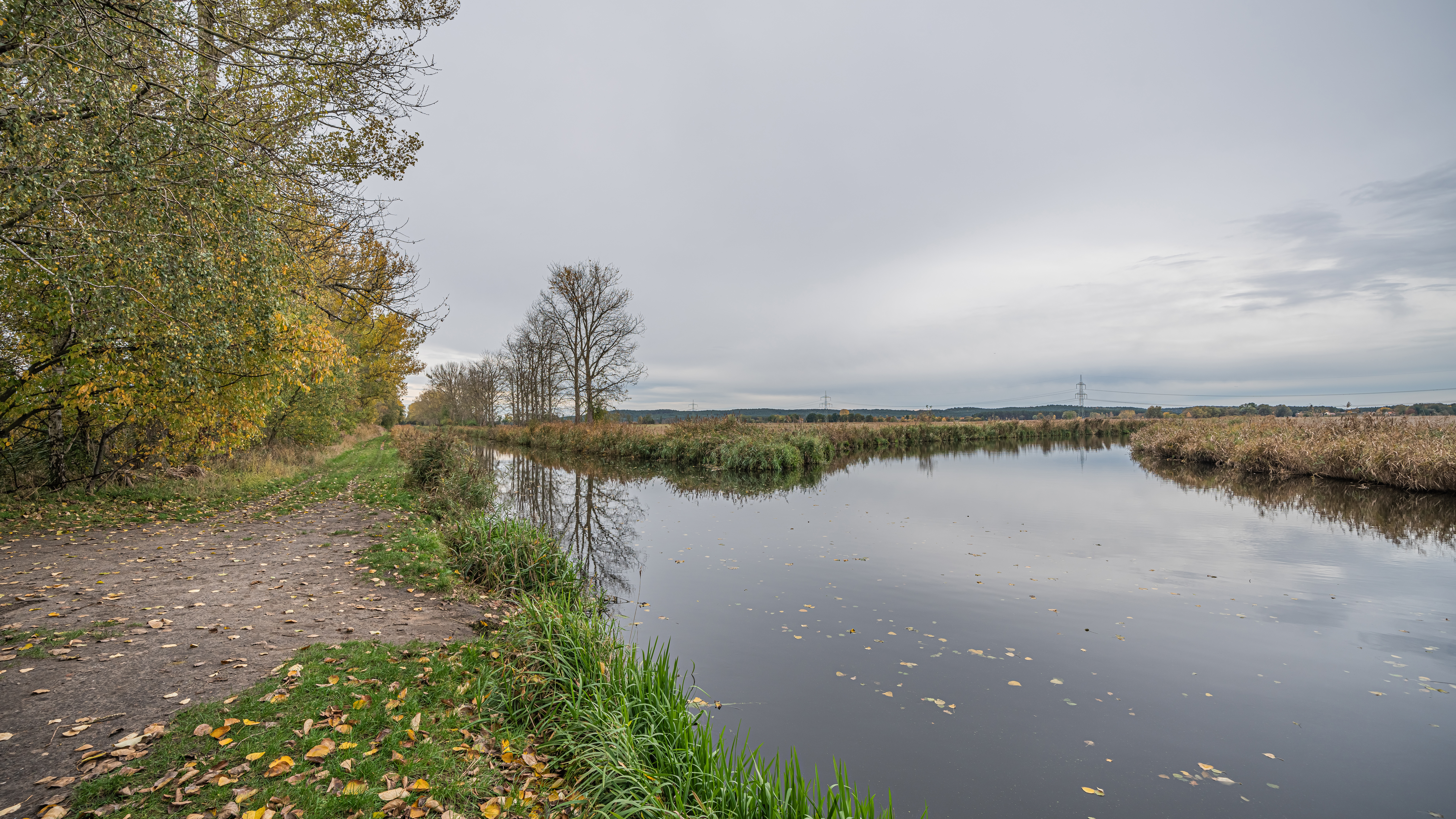
Nieplitzmündung, im Vordergrund die Nuthe
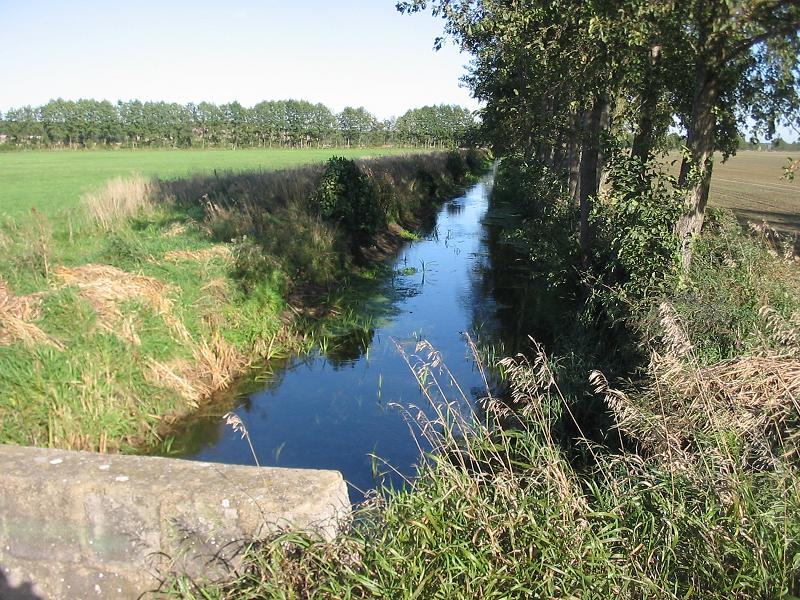
Der Neue Graben, ein linker Zufluss der Nieplitz

## Trivia
Der Schriftsteller Theodor Fontane spottete in seinen Wanderungen durch die Mark Brandenburg über die Nuthe und die noch kleinere Schwester Nieplitz, verglichen mit diesen Strömen wirke die Havel, als zöge die Wolga an einem vorbei.